# 威远镇 (互助县)
威远镇，是中华人民共和国青海省海东市互助土族自治县下辖的一个乡镇级行政单位。

## 行政区划
威远镇下辖以下地区：
北街社区、南街社区、东街社区、西街社区、安定村、白崖村、班家湾村、大寺村、大寺路村、古城村、红咀尔村、红崖村、兰家村、凉州营村、纳家村、前跃村、深沟村、寺壕子村、西坡村、西上街村、西下街村、小寺村、崖头村、余家村、卓扎沟村、卓扎滩村和小庄村。